# Markus Andreasson
Markus Andreasson, född 1986, är en svensk filmare.
Andreasson utexaminerades 2005 i Västerås från Kopparlundsgymnasiets mediainriktning, och har därefter arbetat i produktionsbolaget Prolounge som producerar främst reklam- och informationsfilmer.
2014 blev kortfilmen De sista ljuva åren nominerad till den amerikanska kortfilmsfestivalen DC Shorts
2017 tilldelades Andreasson tillsammans med Hanna Peretz Publishingprisets Grand Prix - film för filmen Ingen elev ska behöva känna sig otrygg - en film om nätmobbning gjord i samarbete med Kärnhuset på uppdrag av Skolinspektionen.